# Зубово (Даниловский район)
Зу́бово — деревня в Даниловском районе Ярославской области, входит в состав Даниловского сельского поселения. Находится в 36 км от Данилова в 6 км от автомобильной дороги Череповец — Данилов. Главная и единственная улица деревни — Зелёная.

## История
Упоминается в книге «Ярославская губерния. Список населённых мест по сведениям 1859 года»:
Зубово — деревня владельческая при колодце; расстояние от уездного города 28 вёрст, от становой квартиры 28 вёрст; 18 дворов; число жителей мужского пола — 60, женского пола — 72.
| 2007 | 2010 |
| ---- | ---- |
| 9    | ↘7   |